# Coelorachis cylindrica
Coelorachis cylindrica är en gräsart som först beskrevs av André Michaux, och fick sitt nu gällande namn av George Valentine Nash. Coelorachis cylindrica ingår i släktet Coelorachis, och familjen gräs. Inga underarter finns listade i Catalogue of Life.